# Milano-Sanremo 1933
La Milano-Sanremo 1933, ventiseiesima edizione della corsa, si svolse il 26 marzo 1933 su un percorso di 281,5 km con partenza a Milano e arrivo a Sanremo. Fu vinta dall'italiano Learco Guerra, che terminò la prova con il tempo di 7h50'41" precedendo in volata i connazionali Alfredo Bovet e Pietro Rimoldi. Conclusero la prova, organizzata dalla Gazzetta dello Sport, 90 dei 156 ciclisti al via.

## Percorso
Dopo la partenza da Conca Fallata, alla periferia sud di Milano, il percorso, lungo 281,5 km, attraversava nell'ordine Pavia (km 29,5), Casteggio (km 50,5), Voghera (km 60,5), Tortona (km 76,5), Novi Ligure (km 95), Ovada (km 118,8), Masone, il Passo del Turchino (532 m s.l.m., km 143,7), Voltri, Arenzano, Cogoleto, i Piani d'Invrea, Varazze (km 174,8), Savona (km 185), Spotorno, Noli (km 200), Finale Ligure, Loano, Albenga, Alassio (km 236), Capo Mele, Capo Cervo, Diano Marina, Capo Berta, Imperia Ponente (km 263,9) e Riva Santo Stefano, per concludersi a Sanremo.

## Squadre e corridori partecipanti
Parteciparono alla prova undici squadre di marca, con tutti i principali campioni italiani dell'epoca al via, oltre a numerosi isolati; si aggiunse una discreta presenza di atleti tedeschi, francesi e svizzeri, per un totale di 184 iscritti. Learco Guerra era considerato il favorito per la vittoria finale.
| N.         | Cod. | Squadra |
| ---------- | ---- | ------- |
| 1-3, 62-66 |      | Atala   |
| 4-9        |      | Bianchi |
| 15-20      |      | Olympia |
| 21-25      |      | Gloria  |
| 28-33, 99  |      | Dei     |
| 51-54      |      | Ganna   |

| N.           | Cod. | Squadra  |
| ------------ | ---- | -------- |
| 76-78        |      | Ideor    |
| 79-82        |      | Bestetti |
| 100, 114-118 |      | Maino    |
| 131-135      |      | Legnano  |
|              |      | Frejus   |
|              |      | Isolati  |

## Resoconto degli eventi
La partenza avvenne alle 6:55 con 156 corridori al via, in una giornata nuvolosa e fredda. La corsa fu subito animata da diversi tentativi di fuga e fu caratterizzata da una media molto elevata nella prima parte: a Ovada la velocità media era infatti prossima ai 38 km/h. Sul Turchino giunsero in vetta in ordine Raffaele Di Paco, Learco Guerra, Remo Bertoni, Pietro Rimoldi, Francesco Camusso e Carlo Moretti. Prima dei capi sui fuggitivi rientrarono in ordine Karl Altenburger, Alfredo Bovet, Alfredo Binda e Ludwig Geyer mentre persero contatto Bertoni, Camusso e Moretti. Su Capo Cervo e su Capo Berta prima Bovet e poi Guerra cercarono un allungo ma senza successo. A San Lorenzo, quando mancavano 15 km al traguardo, Di Paco e Binda, compagni di squadra, si misero a confabulare per organizzare una strategia ma si toccarono e caddero entrambi a terra. Sul traguardo Guerra batté in volata i restanti compagni di fuga.

## Ordine d'arrivo (Top 10)
| Pos. | Corridore        | Squadra | Tempo    |
| ---- | ---------------- | ------- | -------- |
| 1    | Learco Guerra    | Maino   | 7h50'41" |
| 2    | Alfredo Bovet    | Bianchi | s.t.     |
| 3    | Pietro Rimoldi   | Bianchi | s.t.     |
| 4    | Karl Altenburger | -       | s.t.     |
| 5    | Ludwig Geyer     | Atala   | s.t.     |
| 6    | Alfredo Binda    | Legnano | a 1'56"  |
| 7    | Antonio Negrini  | Atala   | s.t.     |
| 8    | Decimo Bettini   | -       | s.t.     |
| 9    | Carlo Moretti    | Dei     | s.t.     |
| 10   | Michele Mara     | Bianchi | a 3'29"  |